# Джевне (тауншип, Миннесота)
Джевне (англ. Jevne) — тауншип в округе Эйткин, Миннесота, США. На 2000 год его население составило 321 человек.

## География
По данным Бюро переписи населения США площадь тауншипа составляет 92,9 км², из которых 88,4 км² занимает суша, а 4,5 км² — вода (4,85 %).

## Демография
По данным переписи населения 2000 года здесь находились 321 человек, 131 домохозяйство и 94 семьи.  Плотность населения —  3,6 чел./км².  На территории тауншипа расположено 298 построек со средней плотностью 3,4 построек на один квадратный километр. Расовый состав населения: 98,44 % белых, 0,31 % коренных американцев, 0,62 % азиатов и 0,62 % приходится на две или более других рас.
Из 131 домохозяйства в 29,0 % воспитывались дети до 18 лет, в 63,4 % проживали супружеские пары, в 3,8 % проживали незамужние женщины и в 28,2 % домохозяйств проживали несемейные люди. 26,0 % домохозяйств состояли из одного человека, при том 7,6 % из — одиноких пожилых людей старше 65 лет. Средний размер домохозяйства — 2,45, а семьи — 2,91 человека.
27,1 % населения — младше 18 лет, 3,7 % — в возрасте от 18 до 24 лет, 22,4 % — от 25 до 44, 29,6 % — от 45 до 64, и 17,1 % — старше 65 лет. Средний возраст — 42 года. На каждые 100 женщин приходилось 115,4 мужчин.  На каждые 100 женщин старше 18 приходилось 122,9 мужчин.
Средний годовой доход домохозяйства составлял 33 333 доллара, а средний годовой доход семьи —  41 500 долларов. Средний доход мужчин —  31 964  доллара, в то время как у женщин — 18 750. Доход на душу населения составил 15 689 долларов. За чертой бедности находились 4,8 % семей и 15,9 % всего населения тауншипа, из которых 21,4 % младше 18 и 13,3 % старше 65 лет.